# Uridium
Uridium (1986) är titeln på ett spel utvecklat av Andrew Braybrook och finns till Commodore 64, Atari ST, ZX Spectrum, Amstrad CPC och NES. Spelet är av typen sid-scrollande shoot-'em-up.

## Levels
I spelet har nivåerna olika namn dessa är följande:
1. Zinc
2. Lead
3. Copper
4. Silver
5. Iron
6. Gold
7. Platinum
8. Tungsten
9. Iridon
10. Kallisto
11. Tri-alloy
12. Quadmium
13. Ergonite
14. Galactium
15. Uridium